# Johannes Burman
Johannes Burman (Amsterdam, 26 april 1706 - aldaar, 20 januari 1779) was een Nederlandse arts en botanicus en werkte in de Hortus Botanicus Amsterdam. 
Hij studeerde medicijnen in Leiden bij Boerhaave en promoveerde op lymfevaten, maar werd  hoogleraar in de plantkunde in Amsterdam. Hij was bevriend met Carl Linnaeus, met wie hij correspondeerde. Linnaeus werd uitgenodigd en zocht hem op in zijn huis aan de Keizersgracht 686. Burman had een omvangrijke bibliotheek en herbarium en specialiseerde zich op de plantenwereld van Ceylon, Ambon en de Kaapkolonie. 
Burman beschikte over een buitenhuis met tuin in de Diemermeer. Hij was goed bevriend met George Clifford, en introduceerde Linnaeus op de Hartekamp. Linnaeus besloot in te gaan op het voorstel daar te werken en Burman werd tevreden gesteld met een zeldzaam boek uit de bibliotheek van Clifford. Linnaeus heeft later de plantenfamilie Burmanniaceae en het geslacht Burmannia naar Johannes Burman vernoemd.
Burman publiceerde onder andere:
- Thesaurus zeylanicus, exhibens plantas in insula Zeylana nascentes (Amsterdam, 1737).
- Rariorum Africanarum plantarum (Amsterdam, twee delen, 1738-1739).
- Herbarium Amboinense, plurimas complectens arbores, frutices, herbas..., heruitgave van het herbarium van Georg Eberhard Rumphius (1628-1702) (Amsterdam, zes delen, 1741-1750).
- Plantarum Americanarum fasciculus primus (Amsterdam, 1755-1760).
- Auctuarium (1755).
- Vacendorfia (1757).
- De ferrariae charactere (1757).
- Flora malabarici (1769).
- Index alter in omnes tomos Herbarii amboinensis ... (1769)

Zijn zoon Nicolaas Laurens Burman was eveneens botanicus en studeerde bij Linnaeus aan de universiteit van Uppsala.
- Biblioteca Nacional de España: XX1010171
- Bibliothèque nationale de France: cb177875889 (data)
- Author citation (botany): Burm.
- Biografisch Portaal: 70860782
- Digitale Bibliotheek voor de Nederlandse Letteren: burm011
- Gemeinsame Normdatei: 11717453X
- International Standard Name Identifier: 0000 0000 5534 6675
- Library of Congress Control Number: nr2007003676
- Nationale Bibliotheek van Tsjechië: uk2007399084
- Nederlandse Thesaurus van Auteursnamen: 069192456
- LIBRIS: 287566
- SNAC: w6cr6d1h
- Virtual International Authority File: 42608297
- WorldCat: E39PBJjRY3WFPpGCFTwBv9wpyd